# قطعنامه ۱۵۱۶ شورای امنیت
قطعنامه ۱۵۱۶ شورای امنیت سازمان ملل متحد که در تاریخ ۲۰ نوامبر ۲۰۰۳ تصویب شد، سندی بین‌المللی دربارهٔ تهدید صلح و امنیت بین‌المللی ناشی از اقدامات تروریستی است. این قطعنامه طی نشست ۴۸۶۷ام با ۱۵ رای موافق، ۰ مخالف و ۰ ممتنع تصویب شد.